# (200196) 1999 RT190
(200196) 1999 RT190 es un asteroide perteneciente al cinturón de asteroides, descubierto el 14 de septiembre de 1999 por el equipo del Spacewatch desde el Observatorio Nacional de Kitt Peak, Arizona, Estados Unidos.

## Designación y nombre
Designado provisionalmente como 1999 RT190.

## Características orbitales
1999 RT190 está situado a una distancia media del Sol de 2,768 ua, pudiendo alejarse hasta 2,989 ua y acercarse hasta 2,546 ua. Su excentricidad es 0,080 y la inclinación orbital 2,897 grados. Emplea 1682,18 días en completar una órbita alrededor del Sol.

## Características físicas
La magnitud absoluta de 1999 RT190 es 16,6.